# Vysočina (district de Chrudim)
Vysočina est une commune du district de Chrudim, dans la région de Pardubice, en République tchèque. Sa population s'élevait à 696 habitants en 2022.

## Géographie
Vysočina se trouve à 6 km à l'ouest du centre de Hlinsko, à 21 km au sud de Chrudim, à 31 km au sud-sud-est de Pardubice et à 106 km à l'est de Prague.
La commune est limitée par Trhová Kamenice et Ctětín au nord, par Miřetice au nord-ouest, par Včelákov, Hlinsko et Vítanov à l'est, par Všeradov, Ždírec nad Doubravou et Slavíkov au sud et Libice nad Doubravou à l'ouest.

## Histoire
La première mention écrite de la localité date de 1542.

## Administration
La commune se compose de sept sections :
- Dřevíkov
- Možděnice
- Petrkov 1.díl
- Rváčov
- Svatý Mikuláš
- Svobodné Hamry
- Veselý Kopec

## Galerie

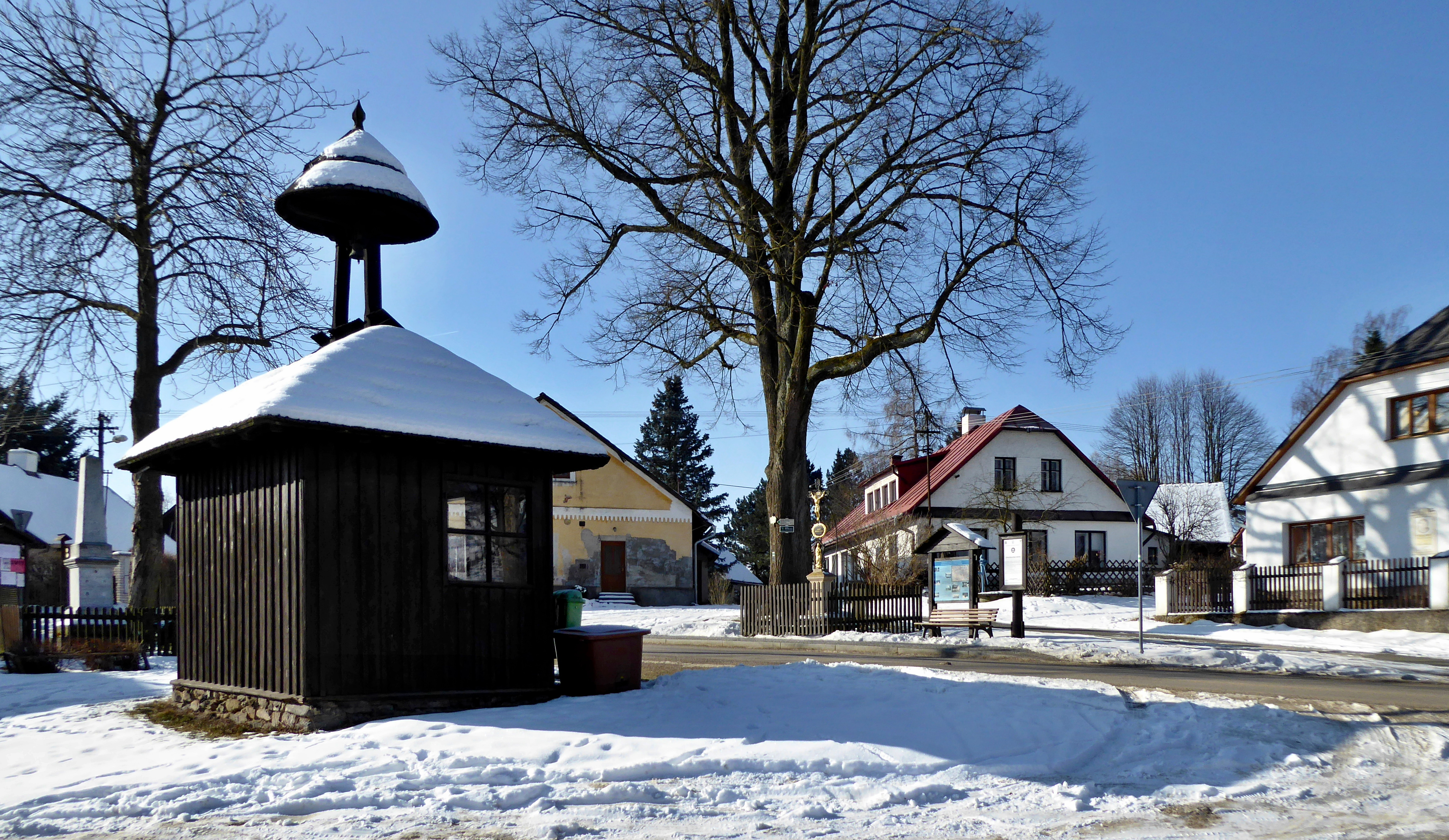
Clocher-tour en bois à Dřevíkov.
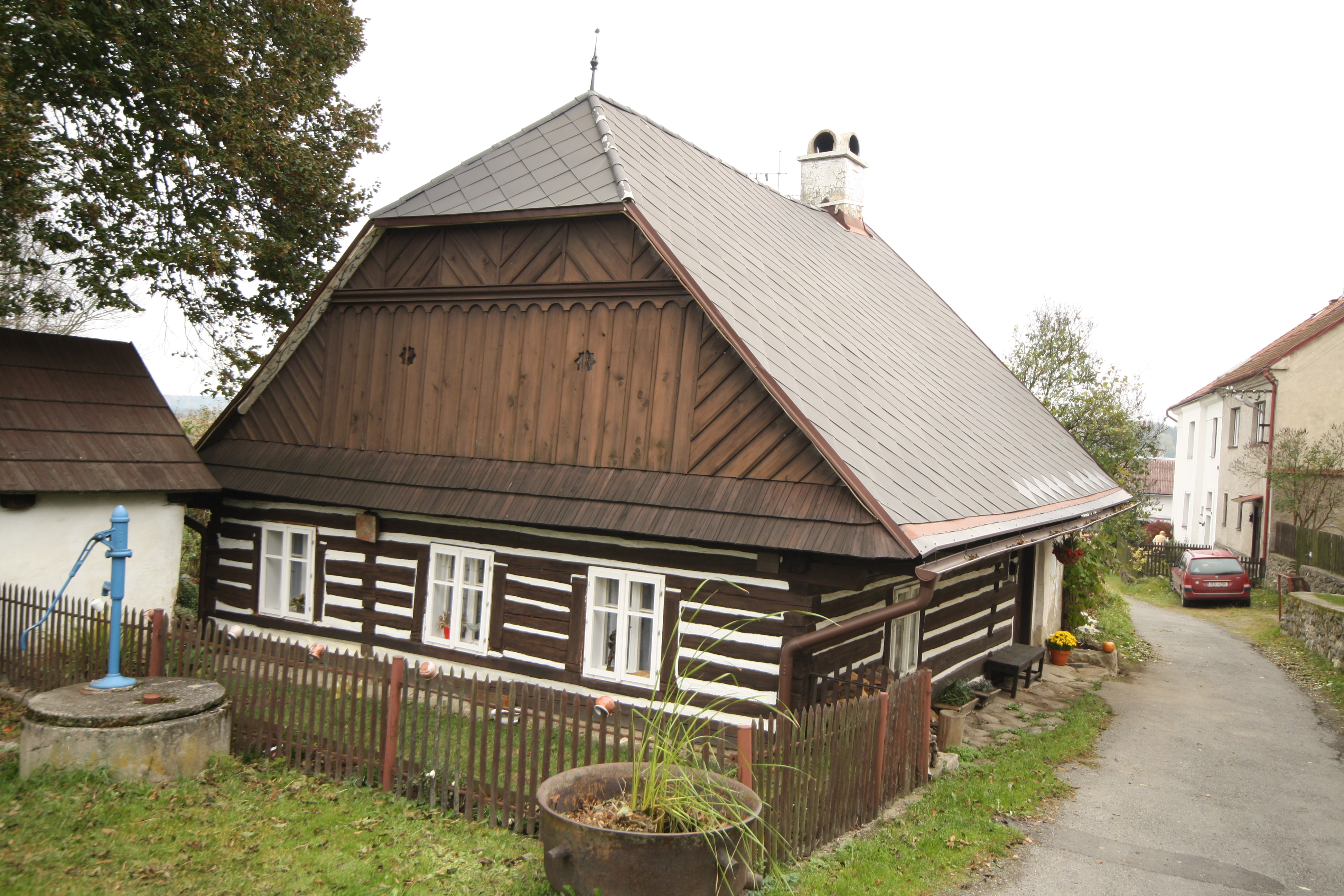
Vieille maison à Dřevíkov.

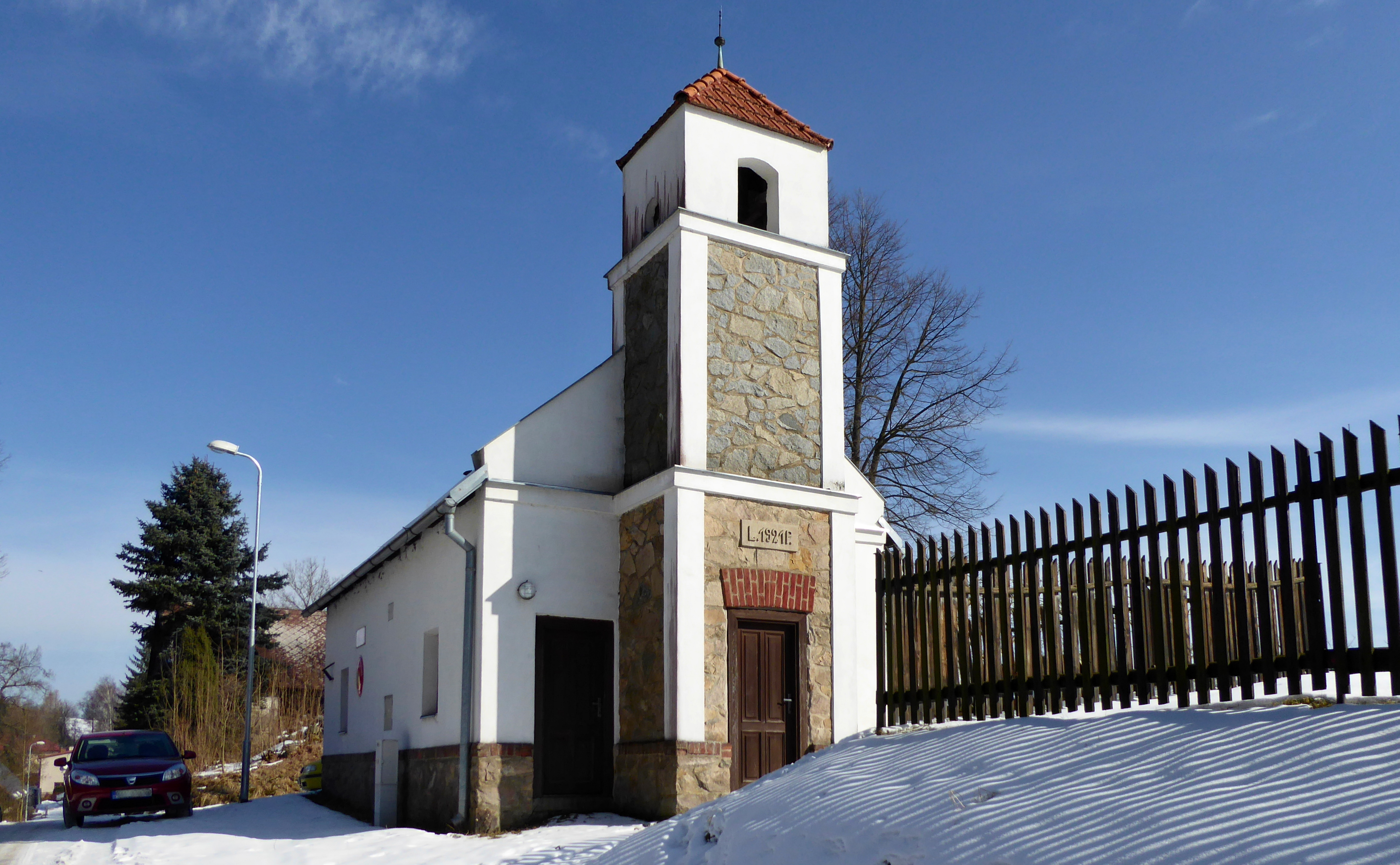
Poste d'incendie à Možděnice.
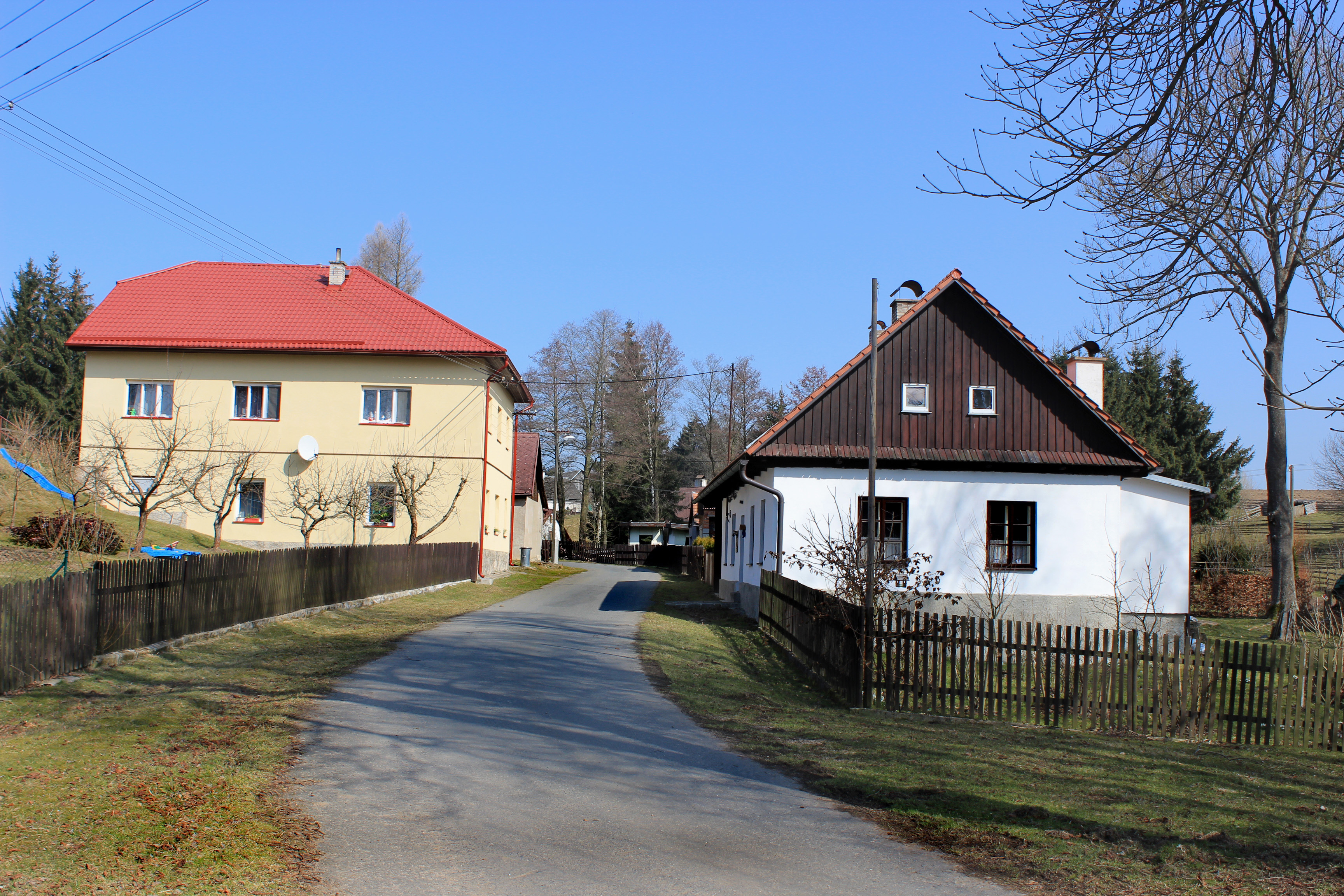
Rue de Možděnice.

## Transports
Par la route, Vysočina se trouve à 5 km de Hlinsko, à 26 km de Chrudim, à 35 km de Pardubice et à 142 km de Prague. 